# Sepsis nitens
Sepsis nitens är en tvåvingeart som beskrevs av Christian Rudolph Wilhelm Wiedemann 1824. Sepsis nitens ingår i släktet Sepsis och familjen svängflugor. Inga underarter finns listade i Catalogue of Life.